# Sadri Fegaier
Kilani Sadri Fegaier, né le 25 octobre 1979 à Bourg-de-Péage, dans la Drôme, est un homme d'affaires français.
Il est le créateur de la Société française d'assurance multirisque (SFAM) devenue Indexia Group.
En 2023, Sadri Fegaier est sous le coup d'une enquête de la direction générale de la Concurrence, de la Consommation et de la Répression des fraudes (DGCCRF). Les activités de distribution d'assurance de ses sociétés sont tardivement interdites par l'Autorité de contrôle prudentiel et de résolution. Dans un contexte de critiques récurrentes des pratiques commerciales de ses sociétés, la société opérationnelle SFAM, qui exploite la marque Hubside, est mise en liquidation judiciaire le 24 avril 2024, et les autres sociétés du groupe Indexia le 22 mai 2024.
Du 23 septembre au 2 octobre 2024, il est jugé au tribunal correctionnel de Paris, conjointement avec la SFAM, pour pratiques commerciales déloyales et trompeuses,. La procureure requiert notamment des amendes, l'interdiction de gérer des entreprises et de distribuer des assurances, ainsi que deux années de prison dont dix-huit mois fermes « pour mettre Sadri Fegaier hors d’état de nuire »,. Le 17 décembre 2024, il est condamné à deux ans de prison dont seize mois fermes et à une amende de 300 000 euros.

## Biographie

### Origines
Il naît le 25 octobre 1979 à Bourg-de-Péage. Fils d'un père chauffeur routier et d’une mère femme de ménage tous deux d'origine tunisienne, ils quittent la Tunisie pour s’installer dans la Drôme. Il a un BTS.

### Carrière

#### Carrière professionnelle
Il crée en 1999 la Société française d'assurances multirisques (SFAM), qui propose dans ses boutiques franchisées un service d’assurance multi-risques pour les téléphones portables.
La SFAM adopte ensuite le nom de Indexia Group.
En février 2018, il acquiert 11,34 % du capital de Fnac Darty, un groupe qui pèse plus de sept milliards d’euros de chiffre d’affaires,,.
En 2023, sa fortune personnelle est estimée à 1,4 milliard d’euros par le magazine Challenges, faisant de lui la 87e plus grande fortune française, avec un patrimoine composé essentiellement d'actions non cotées de son groupe.
En janvier 2024, les actionnaires minoritaires du groupe Indexia annoncent quitter le conseil de surveillance, mais sans revendre de parts.

#### Dans les sports équestres
Sadri Fegaier est propriétaire d'un haras spécialisé dans l'achat et la vente de chevaux de sport à Ratières dans la Drôme, le "Haras des Grillons", qu'il fonde en 2010.
En juillet 2021, Sadri Fegaier met son haras en cessation de paiement, une procédure de redressement judiciaire a été entamée, qui a pris fin en décembre de la même année.
Il occupe en février 2023 la 829e place de la FEI Longines Ranking List (87e cavalier français).
En mai 2024, il vend son haras 15 millions d’euros,.

### Vie privée
Installé à Romans-sur-Isère, Sadri Fegaier est père d'une fille,. Sa compagne est Claire Chaix, une cavalière internationale.

## Affaires judiciaires

### Accusations d'escroqueries et de pratiques commerciales déloyales
Sadri Fegaier et les sociétés qu'il détient via sa holding (Info presse) ou via le groupe Indexia Group (marques SFAM, Hubside, Foriou, etc.) sont fréquemment visées par la presse depuis 2017 pour leurs pratiques commerciales déloyales et trompeuses. Selon Paris Match, des vendeurs du groupe auraient recours à des pratiques déloyales et trompeuses. Ces vendeurs sont également soupçonnés d'avoir fait souscrire plusieurs contrats à des clients, sans les avoir correctement informés de leurs engagements,,. La DGCCRF considère que ces pratiques ne sont pas le fait de vendeurs isolés mais « soupçonne les dirigeants du groupe d’inciter leurs vendeurs à « tendre des pièges à la souscription» ».
Lors du processus de due diligence menée par Edmond de Rotschild Investment Partners en 2016, des avocats constatent que « sur les 100 000 contrats mensuels, on constatait une perte de près de 60% dans les trois premiers mois. Il était évident que c’était un modèle prédateur, avec des ventes quasi forcées » et notent que seuls 12% des primes servent à couvrir les sinistres déclarés par les assurés, contre un taux moyen à 75% en France selon l'ACPR. La société Indexia, interrogée par Paris Match dément «les chiffres qui circulent à ce sujet et qui sont purement fantaisistes».
Le 14 juin 2020, sa société SFAM, devenue Indexia, accepte le règlement d'une amende transactionnelle de 10 000 000 € mettant un terme à la procédure lancée par la DGCCRF. Le groupe SFAM a procédé à l'indemnisation des consommateurs ayant formulé, avant le 31 août 2020, une réclamation. UFC Que Choisir a demandé à la DGCCRF la publication d'un bilan que l'organisme public n'a pas encore rendu,. Les marques Foriou, Hubside, Cyrana, et Serena sont liées à la société Indexia.
En juillet 2022, pour le magazine Paris Match, un ancien employé raconte les pratiques de la société Hubside : l’un d’eux traite les vendeurs de « détrousseurs de vieux ». Un ancien employé relate sa brève expérience, dans un des plateaux de démarchage téléphonique : « À l’époque, on récupérait les fichiers clients de Cdiscount. On les appelait pour leur proposer de rembourser intégralement leur dernier achat. Il fallait trouver des faibles d’esprit pour bien commencer la journée ». Le 26 juillet 2022, une question écrite du député Stéphane Peu pointe du doigt la société Indexia pour ses pratiques commerciales trompeuses et questionne Bruno Le Maire sur les dispositions que le ministère de l'Économie entend prendre.
Le groupe est dans le viseur de la justice à la suite de plaintes de consommateurs à la DGCCRF qui a transmis un second procès-verbal de délit de pratiques commerciales trompeuses au parquet de Paris en 2022,. Le procès du groupe devait avoir lieu fin mai 2024 devant le tribunal correctionnel de Paris,.
À la suite du déploiement d'Hubside en Belgique (après le rachat des magasins Switch par le groupe Indexia), le gouvernement belge renforce ses outils de protection des consommateurs en interdisant les périodes de gratuité pour les services d'assurances liés à la téléphonie.
En conséquence de l'enquête de la DGCCRF de 2023, il comparait du 23 septembre 2024 au 2 octobre 2024 devant le Tribunal Judiciaire de Paris où il encourt jusqu'à 2 années de prison,.
La société Info Presse, rachetée par Sadri Fegaier via sa holding SFK Group, est également visée, depuis son rachat, par des accusations de prélèvements abusifs, selon de nombreux témoignages relayés par la presse.
La Commission nationale informatique et libertés a condamné le 4 avril 2024 la société opérant les boutiques Hubside.store à verser plus de 500 000 euros d’amende, à la suite de manquements à la protection des données personnelles des utilisateurs.
Une audience se tient le 22 mai 2024 pour décider de la liquidation du groupe Indexia.
Le 2 octobre 2024, la procureure requiert deux ans de prison avec mandat de dépôt immédiat, dont six mois avec sursis probatoire, et une amende de 300 000 euros, le maximum que prévoit la loi,.
Le 17 décembre 2024, il est condamné à deux ans de prison dont seize mois fermes, à une amende de 300 000 euros, à une indemnisation des victimes et à un remboursement du trésor public,. Il fait appel de la décision.

### Plan social
En janvier 2024, le groupe Indexia est accusé par d'anciens salariés de faire « un plan social déguisé ».
Le 5 avril 2024, des salariés du groupe manifestent pour réclamer des paiements en retard. En parallèle, une cinquantaine de dossiers ont été déposés aux prudhommes par d'anciens salariés pour obtenir leurs primes d'intéressement. Pendant la réunion, Nicolas Zeimetz, élu syndical à Roanne (CFDT), déclare : « Sadri Fegaier s’est jeté sur moi pour arracher mon micro et l’a jeté. Un pauvre gars qui ne demandait rien à personne se trouvait sur la trajectoire ».
Une grève est déclenchée par les salariés des boutiques Hubside Store pour protester contre des salaires impayés.
En 2024, plusieurs salariés disent ne plus recevoir leur salaire. Une action a été intentée par l'avocat Maître Leoty.

### Fnac
Le 4 avril 2024, la Fnac Darty déclare être en procédure judiciaire contre la SFAM pour pratiques commerciales trompeuses,.

### Liquidation judiciaire
Le 24 avril 2024, il est convoqué devant le tribunal de commerce de Paris après que la SFAM est assignée en liquidation judiciaire par l’Urssaf Rhône-Alpes qui lui réclamerait plus de 11,5 millions d’euros d’impayés. Le 25 avril 2024, la SFAM est placée en liquidation judiciaire. Le 22 mai 2024, le tribunal de commerce de Paris annonce la liquidation judiciaire du groupe Indexia. Roannais Agglo tente de chercher un repreneur pour Indexia Roanne.
Les locaux d'Indexia à Romans-sur-Isère sont récupérés par une société spécialisée dans le conseil en recrutement et les ressources humaines.

## Distinctions
Il reçoit le prix de meilleur entrepreneur de l'année 2018 en Auvergne-Rhône-Alpes du cabinet EY.

### Presse
- « Assurances : la Sfam liquidée, les consommateurs veulent se retourner contre ses anciens partenaires (Fnac Darty, MMA) » sur latribune fr.
- « Malgré les procès et la manifestation de ce vendredi matin, "le groupe Indexia est solide et robuste" pour son patron Sadri Fegaier » sur ledauphine.com.
- « Avec la liquidation d'Indexia, fin de course pour "l'autodidacte" de l'assurance Sadri Fegaier » sur information.tv5monde.com